# 1404 en santé et médecine
| Années de la santé et de la médecine : 1401 - 1402 - 1403 - 1404 - 1405 - 1406 - 1407    |
| Décennies de la santé et de la médecine : 1370 - 1380 - 1390 - 1400 - 1410 - 1420 - 1430 |

Cet article présente les faits marquants de l'année 1404 en santé et médecine.

## Événements
- 24 mars : Ives Gilemme, Marie de Blansy, Perrin Hemery et Guillaume Floret meurent sur le bûcher pour avoir invoqué le diable afin d'en obtenir la guérison du roi Charles VI[1].
- Fondation de l'université de Turin, où la médecine est enseignée dès les premières années[2].
- L'université de Palencia en Castille, fondée en 1208, première d'Espagne et où la médecine a été enseignée dès l'origine, est transférée à Salamanque[3].
- Le synode de Langres, réuni sous le cardinal évêque Louis de Bar, accorde quarante jours d'indulgence à ceux qui pratiquent les césariennes lorsque c'est dans l'intention de sauver l'enfant afin qu'il puisse être baptisé[4].
- L'hôpital de Notre-Dame des Sept-Fontaines de Steenvoorde, dans le comté de Flandre, est mentionné pour la première fois, dans un acte de donation de Mathieu de Licques, seigneur du lieu[5].
- « Une taxe pharmaceutique, la plus ancienne connue, est établie pour la ville de Bâle[6] ».
- Une officine d'apothicaire est attestée pour la première fois à Nuremberg, en Allemagne[7].
- Ladislas Ier, roi de Naples, octroie licence à Cusina de Pastino, fille d'un forgeron de Dipignano, de pratiquer la chirurgie à Cosenza, en Calabre[8].
- 1402-1404 : peste en Islande, une des trois plus graves épidémies que ce pays ait eu à subir, avec la « Seconde Peste » de 1494-1495 et l'épidémie de variole de 1707-1709[9]

## Décès
- 10 juin : Galeran de Pendref (né à une date inconnue), clerc du diocèse de Quimper en Bretagne, reçu docteur en médecine à Paris, professeur à la faculté de théologie[1].
- Pierre (né à une date inconnue), fils de Maynus de Mayneriis († apr. 1364), médecin des Visconti, peut-être professeur à Milan[10].
- Thierry Distel de Unna (né à une date inconnue), clerc du diocèse de Cologne, licencié en médecine à Paris, recteur de l'université de Cologne[10].